# Liste der Olympiasieger in der Leichtathletik/Medaillengewinner
Diese Liste ist Teil der Liste der Olympiasieger in der Leichtathletik. Sie führt sämtliche Medaillengewinner in den Leichtathletikwettbewerben bei Olympischen Spielen auf. Sie ist gegliedert nach Wettbewerben, die aktuell zum Wettkampfprogramm gehören und nach nicht mehr ausgetragenen Wettbewerben.

## Heutige Wettbewerbe

### 100 m
| Olympia | Gold             | Silber            | Bronze                       |
| ------- | ---------------- | ----------------- | ---------------------------- |
| 1896    | Thomas Burke     | Fritz Hofmann     | Alajos Szokolyi Francis Lane |
| 1900    | Frank Jarvis     | Walter Tewksbury  | Stan Rowley                  |
| 1904    | Archie Hahn      | Nate Cartmell     | William Hogenson             |
| 1906    | Archie Hahn      | Fay Moulton       | Nigel Barker                 |
| 1908    | Reggie Walker    | James Rector      | Robert Kerr                  |
| 1912    | Ralph Craig      | Alvah Meyer       | Donald Lippincott            |
| 1920    | Charles Paddock  | Morris Kirksey    | Harry Edward                 |
| 1924    | Harold Abrahams  | Jackson Scholz    | Arthur Porritt               |
| 1928    | Percy Williams   | Jack London       | Georg Lammers                |
| 1932    | Eddie Tolan      | Ralph Metcalfe    | Arthur Jonath                |
| 1936    | Jesse Owens      | Ralph Metcalfe    | Martinus Osendarp            |
| 1948    | Harrison Dillard | Barney Ewell      | Lloyd LaBeach                |
| 1952    | Lindy Remigino   | Herb McKenley     | McDonald Bailey              |
| 1956    | Bobby Morrow     | Thane Baker       | Hector Hogan                 |
| 1960    | Armin Hary       | Dave Sime         | Peter Radford                |
| 1964    | Bob Hayes        | Enrique Figuerola | Harry Jerome                 |
| 1968    | Jim Hines        | Lennox Miller     | Joe Greene                   |
| 1972    | Walerij Borsow   | Robert Taylor     | Lennox Miller                |
| 1976    | Hasely Crawford  | Donald Quarrie    | Walerij Borsow               |
| 1980    | Allan Wells      | Silvio Leonard    | Petar Petrow                 |
| 1984    | Carl Lewis       | Sam Graddy        | Ben Johnson                  |
| 1988    | Carl Lewis       | Linford Christie  | Calvin Smith                 |
| 1992    | Linford Christie | Frank Fredericks  | Dennis Mitchell              |
| 1996    | Donovan Bailey   | Frank Fredericks  | Ato Boldon                   |
| 2000    | Maurice Greene   | Ato Boldon        | Obadele Thompson             |
| 2004    | Justin Gatlin    | Francis Obikwelu  | Maurice Greene               |
| 2008    | Usain Bolt       | Richard Thompson  | Walter Dix                   |
| 2012    | Usain Bolt       | Yohan Blake       | Justin Gatlin                |
| 2016    | Usain Bolt       | Justin Gatlin     | Andre De Grasse              |
| 2020    | Marcell Jacobs   | Fred Kerley       | Andre De Grasse              |
| 2024    | Noah Lyles       | Kishane Thompson  | Fred Kerley                  |

### 200 m
| Olympia | Gold                  | Silber            | Bronze              |
| ------- | --------------------- | ----------------- | ------------------- |
| 1900    | Walter Tewksbury      | Norman Pritchard  | Stan Rowley         |
| 1904    | Archie Hahn           | Nate Cartmell     | William Hogenson    |
| 1908    | Robert Kerr           | Robert Cloughen   | Nate Cartmell       |
| 1912    | Ralph Craig           | Donald Lippincott | Willie Applegarth   |
| 1920    | Allen Woodring        | Charles Paddock   | Harry Edward        |
| 1924    | Jackson Scholz        | Charles Paddock   | Eric Liddell        |
| 1928    | Percy Williams        | Walter Rangeley   | Helmut Körnig       |
| 1932    | Eddie Tolan           | George Simpson    | Ralph Metcalfe      |
| 1936    | Jesse Owens           | Mack Robinson     | Martinus Osendarp   |
| 1948    | Mel Patton            | Barney Ewell      | Lloyd LaBeach       |
| 1952    | Andy Stanfield        | Thane Baker       | James Gathers       |
| 1956    | Bobby Morrow          | Andy Stanfield    | Thane Baker         |
| 1960    | Livio Berruti         | Lester Carney     | Abdoulaye Seye      |
| 1964    | Henry Carr            | Paul Drayton      | Edwin Roberts       |
| 1968    | Tommie Smith          | Peter Norman      | John Carlos         |
| 1972    | Walerij Borsow        | Larry Black       | Pietro Mennea       |
| 1976    | Donald Quarrie        | Millard Hampton   | Dwayne Evans        |
| 1980    | Pietro Mennea         | Allan Wells       | Donald Quarrie      |
| 1984    | Carl Lewis            | Kirk Baptiste     | Thomas Jefferson    |
| 1988    | Joe DeLoach           | Carl Lewis        | Robson da Silva     |
| 1992    | Michael Marsh         | Frank Fredericks  | Michael Bates       |
| 1996    | Michael Johnson       | Frank Fredericks  | Ato Boldon          |
| 2000    | Konstantinos Kenteris | Darren Campbell   | Ato Boldon          |
| 2004    | Shawn Crawford        | Bernard Williams  | Justin Gatlin       |
| 2008    | Usain Bolt            | Shawn Crawford    | Walter Dix          |
| 2012    | Usain Bolt            | Yohan Blake       | Warren Weir         |
| 2016    | Usain Bolt            | Andre De Grasse   | Christophe Lemaitre |
| 2020    | Andre De Grasse       | Kenneth Bednarek  | Noah Lyles          |
| 2024    | Letsile Tebogo        | Kenneth Bednarek  | Noah Lyles          |

### 400 m
| Olympia | Gold               | Silber               | Bronze                            |
| ------- | ------------------ | -------------------- | --------------------------------- |
| 1896    | Thomas Burke       | Herbert Jamison      | Charles Gmelin                    |
| 1900    | Maxie Long         | William Holland      | Ernst Schultz                     |
| 1904    | Harry Hillman      | Frank Waller         | Herman Groman                     |
| 1906    | Paul Pilgrim       | Wyndham Halswelle    | Nigel Barker                      |
| 1908    | Wyndham Halswelle  | –                    | –                                 |
| 1912    | Charles Reidpath   | Hanns Braun          | Edward Lindberg                   |
| 1920    | Bevil Rudd         | Guy Butler           | Nils Engdahl                      |
| 1924    | Eric Liddell       | Horatio Fitch        | Guy Butler                        |
| 1928    | Ray Barbuti        | James Ball           | Joachim Büchner                   |
| 1932    | Bill Carr          | Ben Eastman          | Alex Wilson                       |
| 1936    | Archie Williams    | Godfrey Brown        | James LuValle                     |
| 1948    | Arthur Wint        | Herb McKenley        | Mal Whitfield                     |
| 1952    | George Rhoden      | Herb McKenley        | Ollie Matson                      |
| 1956    | Charles Jenkins    | Karl-Friedrich Haas  | Voitto Hellsten Ardalion Ignatjew |
| 1960    | Otis Davis         | Carl Kaufmann        | Malcolm Spence                    |
| 1964    | Mike Larrabee      | Wendell Mottley      | Andrzej Badeński                  |
| 1968    | Lee Evans          | Larry James          | Ron Freeman                       |
| 1972    | Vince Matthews     | Wayne Collett        | Julius Sang                       |
| 1976    | Alberto Juantorena | Fred Newhouse        | Herman Frazier                    |
| 1980    | Wiktor Markin      | Rick Mitchell        | Frank Schaffer                    |
| 1984    | Alonzo Babers      | Gabriel Tiacoh       | Antonio McKay                     |
| 1988    | Steve Lewis        | Harry Reynolds       | Danny Everett                     |
| 1992    | Quincy Watts       | Steve Lewis          | Samson Kitur                      |
| 1996    | Michael Johnson    | Roger Black          | Davis Kamoga                      |
| 2000    | Michael Johnson    | Alvin Harrison       | Gregory Haughton                  |
| 2004    | Jeremy Wariner     | Otis Harris          | Derrick Brew                      |
| 2008    | LaShawn Merritt    | Jeremy Wariner       | David Neville                     |
| 2012    | Kirani James       | Luguelín Santos      | Lalonde Gordon                    |
| 2016    | Wayde van Niekerk  | Kirani James         | LaShawn Merritt                   |
| 2020    | Steven Gardiner    | Anthony Zambrano     | Kirani James                      |
| 2024    | Quincy Hall        | Matthew Hudson-Smith | Muzala Samukonga                  |

### 800 m
| Olympia | Gold               | Silber                    | Bronze             |
| ------- | ------------------ | ------------------------- | ------------------ |
| 1896    | Edwin Flack        | Nándor Dáni               | Dimitrios Golemis  |
| 1900    | Alfred Tysoe       | John Cregan               | David Hall         |
| 1904    | James Lightbody    | Howard Valentine          | Emil Breitkreutz   |
| 1906    | Paul Pilgrim       | James Lightbody           | Wyndham Halswelle  |
| 1908    | Mel Sheppard       | Emilio Lunghi             | Hanns Braun        |
| 1912    | Ted Meredith       | Mel Sheppard              | Ira Davenport      |
| 1920    | Albert Hill        | Earl Eby                  | Bevil Rudd         |
| 1924    | Douglas Lowe       | Paul Martin               | Schuyler Enck      |
| 1928    | Douglas Lowe       | Erik Byléhn               | Hermann Engelhard  |
| 1932    | Tommy Hampson      | Alex Wilson               | Phil Edwards       |
| 1936    | John Woodruff      | Mario Lanzi               | Phil Edwards       |
| 1948    | Mal Whitfield      | Arthur Wint               | Marcel Hansenne    |
| 1952    | Mal Whitfield      | Arthur Wint               | Heinz Ulzheimer    |
| 1956    | Tom Courtney       | Derek Johnson             | Audun Boysen       |
| 1960    | Peter Snell        | Roger Moens               | George Kerr        |
| 1964    | Peter Snell        | Bill Crothers             | Wilson Kiprugut    |
| 1968    | Ralph Doubell      | Wilson Kiprugut           | Tom Farrell        |
| 1972    | Dave Wottle        | Jewgeni Arschanow         | Mike Boit          |
| 1976    | Alberto Juantorena | Ivo Van Damme             | Rick Wohlhuter     |
| 1980    | Steve Ovett        | Sebastian Coe             | Nikolai Kirow      |
| 1984    | Joaquim Cruz       | Sebastian Coe             | Earl Jones         |
| 1988    | Paul Ereng         | Joaquim Cruz              | Saïd Aouita        |
| 1992    | William Tanui      | Nixon Kiprotich           | Johnny Gray        |
| 1996    | Vebjørn Rodal      | Hezekiél Sepeng           | Frederick Onyancha |
| 2000    | Nils Schumann      | Wilson Kipketer           | Djabir Saïd-Guerni |
| 2004    | Juri Borsakowski   | Mbulaeni Mulaudzi         | Wilson Kipketer    |
| 2008    | Wilfred Bungei     | Ismail Ahmed Ismail       | Alfred Kirwa Yego  |
| 2012    | David Rudisha      | Nijel Amos                | Timothy Kitum      |
| 2016    | David Rudisha      | Taoufik Makhloufi         | Clayton Murphy     |
| 2020    | Emmanuel Korir     | Ferguson Cheruiyot Rotich | Patryk Dobek       |
| 2024    | Emmanuel Wanyonyi  | Marco Arop                | Djamel Sedjati     |

### 1500 m
| Olympia | Gold               | Silber             | Bronze                  |
| ------- | ------------------ | ------------------ | ----------------------- |
| 1896    | Edwin Flack        | Arthur Blake       | Albin Lermusiaux        |
| 1900    | Charles Bennett    | Henry Deloge       | John Bray               |
| 1904    | James Lightbody    | Frank Verner       | Lacey Hearn             |
| 1906    | James Lightbody    | John McGough       | Kristian Hellström      |
| 1908    | Mel Sheppard       | Harold Wilson      | Norman Hallows          |
| 1912    | Arnold Jackson     | Abel Kiviat        | Norman Taber            |
| 1920    | Albert Hill        | Philip Noel-Baker  | Lawrence Shields        |
| 1924    | Paavo Nurmi        | Willy Schärer      | Henry Stallard          |
| 1928    | Harri Larva        | Jules Ladoumègue   | Eino Purje              |
| 1932    | Luigi Beccali      | Jerry Cornes       | Phil Edwards            |
| 1936    | Jack Lovelock      | Glenn Cunningham   | Luigi Beccali           |
| 1948    | Henry Eriksson     | Lennart Strand     | Willem Slijkhuis        |
| 1952    | Josy Barthel       | Bob McMillen       | Werner Lueg             |
| 1956    | Ron Delany         | Klaus Richtzenhain | John Landy              |
| 1960    | Herb Elliott       | Michel Jazy        | István Rózsavölgyi      |
| 1964    | Peter Snell        | Josef Odložil      | John Davies             |
| 1968    | Kipchoge Keino     | Jim Ryun           | Bodo Tümmler            |
| 1972    | Pekka Vasala       | Kipchoge Keino     | Rod Dixon               |
| 1976    | John Walker        | Ivo Van Damme      | Paul-Heinz Wellmann     |
| 1980    | Sebastian Coe      | Jürgen Straub      | Steve Ovett             |
| 1984    | Sebastian Coe      | Steve Cram         | José Manuel Abascal     |
| 1988    | Peter Rono         | Peter Elliott      | Jens-Peter Herold       |
| 1992    | Fermín Cacho       | Rachid El Basir    | Mohamed Suleiman        |
| 1996    | Noureddine Morceli | Fermín Cacho       | Stephen Arusei Kipkorir |
| 2000    | Noah Ngeny         | Hicham El Guerrouj | Bernard Lagat           |
| 2004    | Hicham El Guerrouj | Bernard Lagat      | Rui Silva               |
| 2008    | Asbel Kiprop       | Nick Willis        | Mehdi Baala             |
| 2012    | Taoufik Makhloufi  | Leonel Manzano     | Abdalaati Iguider       |
| 2016    | Matthew Centrowitz | Taoufik Makhloufi  | Nick Willis             |
| 2020    | Jakob Ingebrigtsen | Timothy Cheruiyot  | Josh Kerr               |
| 2024    | Cole Hocker        | Josh Kerr          | Yared Nuguse            |

### 5000 m
| Olympia | Gold               | Silber            | Bronze                  |
| ------- | ------------------ | ----------------- | ----------------------- |
| 1912    | Hannes Kolehmainen | Jean Bouin        | George Hutson           |
| 1920    | Joseph Guillemot   | Paavo Nurmi       | Eric Backman            |
| 1924    | Paavo Nurmi        | Ville Ritola      | Edvin Wide              |
| 1928    | Ville Ritola       | Paavo Nurmi       | Edvin Wide              |
| 1932    | Lauri Lehtinen     | Ralph Hill        | Lauri Virtanen          |
| 1936    | Gunnar Höckert     | Lauri Lehtinen    | Henry Jonsson           |
| 1948    | Gaston Reiff       | Emil Zátopek      | Willem Slijkhuis        |
| 1952    | Emil Zátopek       | Alain Mimoun      | Herbert Schade          |
| 1956    | Wolodymyr Kuz      | Gordon Pirie      | Derek Ibbotson          |
| 1960    | Murray Halberg     | Hans Grodotzki    | Kazimierz Zimny         |
| 1964    | Bob Schul          | Harald Norpoth    | Bill Dellinger          |
| 1968    | Mohamed Gammoudi   | Kipchoge Keino    | Naftali Temu            |
| 1972    | Lasse Virén        | Mohamed Gammoudi  | Ian Stewart             |
| 1976    | Lasse Virén        | Dick Quax         | Klaus-Peter Hildenbrand |
| 1980    | Miruts Yifter      | Suleiman Nyambui  | Kaarlo Maaninka         |
| 1984    | Saïd Aouita        | Markus Ryffel     | António Leitão          |
| 1988    | John Ngugi         | Dieter Baumann    | Hansjörg Kunze          |
| 1992    | Dieter Baumann     | Paul Bitok        | Fita Bayisa             |
| 1996    | Vénuste Niyongabo  | Paul Bitok        | Khalid Boulami          |
| 2000    | Million Wolde      | Ali Saïdi-Sief    | Brahim Lahlafi          |
| 2004    | Hicham El Guerrouj | Kenenisa Bekele   | Eliud Kipchoge          |
| 2008    | Kenenisa Bekele    | Eliud Kipchoge    | Edwin Cheruiyot Soi     |
| 2012    | Mo Farah           | Dejen Gebremeskel | Thomas Pkemei Longosiwa |
| 2016    | Mo Farah           | Hagos Gebrhiwet   | Bernard Lagat           |
| 2020    | Joshua Cheptegei   | Mohammed Ahmed    | Paul Chelimo            |
| 2024    | Jakob Ingebrigtsen | Ronald Kwemoi     | Grant Fisher            |

### 10.000 m
| Olympia | Gold               | Silber                | Bronze              |
| ------- | ------------------ | --------------------- | ------------------- |
| 1912    | Hannes Kolehmainen | Lewis Tewanima        | Albin Stenroos      |
| 1920    | Paavo Nurmi        | Joseph Guillemot      | James Wilson        |
| 1924    | Ville Ritola       | Edvin Wide            | Eero Berg           |
| 1928    | Paavo Nurmi        | Ville Ritola          | Edvin Wide          |
| 1932    | Janusz Kusociński  | Volmari Iso-Hollo     | Lauri Virtanen      |
| 1936    | Ilmari Salminen    | Arvo Askola           | Volmari Iso-Hollo   |
| 1948    | Emil Zátopek       | Alain Mimoun          | Bertil Albertsson   |
| 1952    | Emil Zátopek       | Alain Mimoun          | Alexander Anufrijew |
| 1956    | Wolodymyr Kuz      | József Kovács         | Allan Lawrence      |
| 1960    | Pjotr Bolotnikow   | Hans Grodotzki        | Dave Power          |
| 1964    | Billy Mills        | Mohamed Gammoudi      | Ron Clarke          |
| 1968    | Naftali Temu       | Mamo Wolde            | Mohamed Gammoudi    |
| 1972    | Lasse Virén        | Emiel Puttemans       | Miruts Yifter       |
| 1976    | Lasse Virén        | Carlos Lopes          | Brendan Foster      |
| 1980    | Miruts Yifter      | Kaarlo Maaninka       | Mohamed Kedir       |
| 1984    | Alberto Cova       | Mike McLeod           | Michael Musyoki     |
| 1988    | Brahim Boutayeb    | Salvatore Antibo      | Kipkemboi Kimeli    |
| 1992    | Khalid Skah        | Richard Chelimo       | Addis Abebe         |
| 1996    | Haile Gebrselassie | Paul Tergat           | Salah Hissou        |
| 2000    | Haile Gebrselassie | Paul Tergat           | Assefa Mezgebu      |
| 2004    | Kenenisa Bekele    | Sileshi Sihine        | Zersenay Tadese     |
| 2008    | Kenenisa Bekele    | Sileshi Sihine        | Micah Kogo          |
| 2012    | Mo Farah           | Galen Rupp            | Tariku Bekele       |
| 2016    | Mo Farah           | Paul Kipngetich Tanui | Tamirat Tola        |
| 2020    | Selemon Barega     | Joshua Cheptegei      | Jacob Kiplimo       |
| 2024    | Joshua Cheptegei   | Berihu Aregawi        | Grant Fisher        |

### Marathon
- 1896 und 1904: 40,000 km
- 1900: 40,260 km
- 1906: 41,860 km
- 1912: 40,200 km
- 1920: 42,750 km
- 1908 sowie seit 1924: 42,195 km

| Olympia | Gold                 | Silber               | Bronze                  |
| ------- | -------------------- | -------------------- | ----------------------- |
| 1896    | Spyridon Louis       | Charilaos Vasilakos  | Gyula Kellner           |
| 1900    | Michel Théato        | Émile Champion       | Ernst Fast              |
| 1904    | Thomas Hicks         | Albert Corey         | Arthur Newton           |
| 1906    | Billy Sherring       | John Svanberg        | William Frank           |
| 1908    | John Hayes           | Charles Hefferon     | Joseph Forshaw          |
| 1912    | Ken McArthur         | Christopher Gitsham  | Gaston Strobino         |
| 1920    | Hannes Kolehmainen   | Jüri Lossmann        | Valerio Arri            |
| 1924    | Albin Stenroos       | Romeo Bertini        | Clarence DeMar          |
| 1928    | Boughéra El Ouafi    | Manuel Plaza         | Martti Marttelin        |
| 1932    | Juan Carlos Zabala   | Sam Ferris           | Armas Toivonen          |
| 1936    | Son Kitei            | Ernie Harper         | Nam Sung-yong           |
| 1948    | Delfo Cabrera        | Tom Richards         | Étienne Gailly          |
| 1952    | Emil Zátopek         | Reinaldo Gorno       | Gustaf Jansson          |
| 1956    | Alain Mimoun         | Franjo Mihalić       | Veikko Karvonen         |
| 1960    | Abebe Bikila         | Rhadi Ben Abdesselam | Barry Magee             |
| 1964    | Abebe Bikila         | Basil Heatley        | Kōkichi Tsuburaya       |
| 1968    | Mamo Wolde           | Kenji Kimihara       | Mike Ryan               |
| 1972    | Frank Shorter        | Karel Lismont        | Mamo Wolde              |
| 1976    | Waldemar Cierpinski  | Frank Shorter        | Karel Lismont           |
| 1980    | Waldemar Cierpinski  | Gerard Nijboer       | Satymkul Dschumanasarow |
| 1984    | Carlos Lopes         | John Treacy          | Charlie Spedding        |
| 1988    | Gelindo Bordin       | Douglas Wakiihuri    | Ahmed Salah             |
| 1992    | Hwang Young-cho      | Kōichi Morishita     | Stephan Freigang        |
| 1996    | Josia Thugwane       | Lee Bong-ju          | Erick Wainaina          |
| 2000    | Gezahegne Abera      | Erick Wainaina       | Tesfaye Tola            |
| 2004    | Stefano Baldini      | Meb Keflezighi       | Vanderlei de Lima       |
| 2008    | Samuel Kamau Wanjiru | Jaouad Gharib        | Tsegay Kebede           |
| 2012    | Stephen Kiprotich    | Abel Kirui           | Wilson Kipsang          |
| 2016    | Eliud Kipchoge       | Feyisa Lilesa        | Galen Rupp              |
| 2020    | Eliud Kipchoge       | Abdi Nageeye         | Bashir Abdi             |
| 2024    | Tamirat Tola         | Bashir Abdi          | Benson Kipruto          |

### 110 m Hürden
| Olympia | Gold             | Silber            | Bronze              |
| ------- | ---------------- | ----------------- | ------------------- |
| 1896    | Thomas Curtis    | Grantley Goulding | –                   |
| 1900    | Alvin Kraenzlein | John McLean       | Frederick Moloney   |
| 1904    | Fred Schule      | Thaddeus Shideler | Lesley Ashburner    |
| 1906    | Robert Leavitt   | Alfred Healey     | Vincenz Duncker     |
| 1908    | Forrest Smithson | John Garrels      | Arthur Shaw         |
| 1912    | Fred Kelly       | James Wendell     | Martin Hawkins      |
| 1920    | Earl Thomson     | Harold Barron     | Feg Murray          |
| 1924    | Daniel Kinsey    | Sidney Atkinson   | Sten Pettersson     |
| 1928    | Sidney Atkinson  | Stephen Anderson  | John Collier        |
| 1932    | George Saling    | Percy Beard       | Don Finlay          |
| 1936    | Forrest Towns    | Don Finlay        | Fritz Pollard       |
| 1948    | William Porter   | Clyde Scott       | Craig Dixon         |
| 1952    | Harrison Dillard | Jack Davis        | Arthur Barnard      |
| 1956    | Lee Calhoun      | Jack Davis        | Joel Shankle        |
| 1960    | Lee Calhoun      | Willie May        | Hayes Jones         |
| 1964    | Hayes Jones      | Blaine Lindgren   | Anatoli Michailow   |
| 1968    | Willie Davenport | Ervin Hall        | Eddy Ottoz          |
| 1972    | Rod Milburn      | Guy Drut          | Thomas Hill         |
| 1976    | Guy Drut         | Alejandro Casañas | Willie Davenport    |
| 1980    | Thomas Munkelt   | Alejandro Casañas | Alexander Putschkow |
| 1984    | Roger Kingdom    | Greg Foster       | Arto Bryggare       |
| 1988    | Roger Kingdom    | Colin Jackson     | Tonie Campbell      |
| 1992    | Mark McKoy       | Tony Dees         | Jack Pierce         |
| 1996    | Allen Johnson    | Mark Crear        | Florian Schwarthoff |
| 2000    | Anier García     | Terrence Trammell | Mark Crear          |
| 2004    | Liu Xiang        | Terrence Trammell | Anier García        |
| 2008    | Dayron Robles    | David Payne       | David Oliver        |
| 2012    | Aries Merritt    | Jason Richardson  | Hansle Parchment    |
| 2016    | Omar McLeod      | Orlando Ortega    | Dimitri Bascou      |
| 2020    | Hansle Parchment | Grant Holloway    | Ronald Levy         |
| 2024    | Grant Holloway   | Daniel Roberts    | Rasheed Broadbell   |

### 400 m Hürden
| Olympia | Gold             | Silber                  | Bronze            |
| ------- | ---------------- | ----------------------- | ----------------- |
| 1900    | Walter Tewksbury | Henri Tauzin            | George Orton      |
| 1904    | Harry Hillman    | Frank Waller            | George Poage      |
| 1908    | Charles Bacon    | Harry Hillman           | Jimmy Tremeer     |
| 1920    | Frank Loomis     | John Norton             | August Desch      |
| 1924    | Morgan Taylor    | Erik Wilén              | Ivan Riley        |
| 1928    | Lord Burghley    | Frank Cuhel             | Morgan Taylor     |
| 1932    | Bob Tisdall      | Glenn Hardin            | Morgan Taylor     |
| 1936    | Glenn Hardin     | John Loaring            | Miguel White      |
| 1948    | Roy Cochran      | Duncan White            | Rune Larsson      |
| 1952    | Charles Moore    | Juri Litujew            | John Holland      |
| 1956    | Glenn Davis      | Eddie Southern          | Josh Culbreath    |
| 1960    | Glenn Davis      | Clifton Cushman         | Dick Howard       |
| 1964    | Rex Cawley       | John Cooper             | Salvatore Morale  |
| 1968    | David Hemery     | Gerhard Hennige         | John Sherwood     |
| 1972    | John Akii-Bua    | Ralph Mann              | David Hemery      |
| 1976    | Edwin Moses      | Michael Shine           | Jauhen Haurylenka |
| 1980    | Volker Beck      | Wassyl Archypenko       | Gary Oakes        |
| 1984    | Edwin Moses      | Danny Harris            | Harald Schmid     |
| 1988    | Andre Phillips   | Amadou Dia Ba           | Edwin Moses       |
| 1992    | Kevin Young      | Winthrop Graham         | Kriss Akabusi     |
| 1996    | Derrick Adkins   | Samuel Matete           | Calvin Davis      |
| 2000    | Angelo Taylor    | Hadi Soua’an al-Somaily | Llewellyn Herbert |
| 2004    | Félix Sánchez    | Danny McFarlane         | Naman Keïta       |
| 2008    | Angelo Taylor    | Kerron Clement          | Bershawn Jackson  |
| 2012    | Félix Sánchez    | Michael Tinsley         | Javier Culson     |
| 2016    | Kerron Clement   | Boniface Tumuti         | Yasmani Copello   |
| 2020    | Karsten Warholm  | Rai Benjamin            | Alison dos Santos |
| 2024    | Rai Benjamin     | Karsten Warholm         | Alison dos Santos |

### 3000 m Hindernis
| Olympia | Gold                    | Silber                | Bronze                      |
| ------- | ----------------------- | --------------------- | --------------------------- |
| 1920    | Percy Hodge             | Patrick Flynn         | Ernesto Ambrosini           |
| 1924    | Ville Ritola            | Elias Katz            | Paul Bontemps               |
| 1928    | Toivo Loukola           | Paavo Nurmi           | Ove Andersen                |
| 1932    | Volmari Iso-Hollo       | Tom Evenson           | Joe McCluskey               |
| 1936    | Volmari Iso-Hollo       | Kalle Tuominen        | Alfred Dompert              |
| 1948    | Tore Sjöstrand          | Erik Elmsäter         | Göte Hagström               |
| 1952    | Horace Ashenfelter      | Wladimir Kasanzew     | John Disley                 |
| 1956    | Chris Brasher           | Sándor Rozsnyói       | Ernst Larsen                |
| 1960    | Zdzisław Krzyszkowiak   | Nikolai Sokolow       | Semjon Rschischtschin       |
| 1964    | Gaston Roelants         | Maurice Herriott      | Iwan Bjeljajew              |
| 1968    | Amos Biwott             | Benjamin Kogo         | George Young                |
| 1972    | Kipchoge Keino          | Ben Jipcho            | Tapio Kantanen              |
| 1976    | Anders Gärderud         | Bronisław Malinowski  | Frank Baumgartl             |
| 1980    | Bronisław Malinowski    | Filbert Bayi          | Eshetu Tura                 |
| 1984    | Julius Korir            | Joseph Mahmoud        | Brian Diemer                |
| 1988    | Julius Kariuki          | Peter Koech           | Mark Rowland                |
| 1992    | Matthew Kiprotich Birir | Patrick Sang          | William Mutwol              |
| 1996    | Joseph Keter            | Moses Kiptanui        | Alessandro Lambruschini     |
| 2000    | Reuben Kosgei           | Wilson Boit Kipketer  | Ali Ezzine                  |
| 2004    | Ezekiel Kemboi          | Brimin Kiprop Kipruto | Paul Kipsiele Koech         |
| 2008    | Brimin Kiprop Kipruto   | Mahiedine Mekhissi    | Richard Kipkemboi Mateelong |
| 2012    | Ezekiel Kemboi          | Mahiedine Mekhissi    | Abel Kiprop Mutai           |
| 2016    | Conseslus Kipruto       | Evan Jager            | Mahiedine Mekhissi          |
| 2020    | Soufiane el-Bakkali     | Lamecha Girma         | Benjamin Kigen              |
| 2024    | Soufiane el-Bakkali     | Kenneth Rooks         | Abraham Kibiwot             |

### 4 × 100 m Staffel
| Olympia | Gold | Silber | Bronze |
| ------- | --- | --- | --- |
| 1912    | Großbritannien David Jacobs Henry Macintosh Victor d’Arcy Willie Applegarth                                              | Schweden Ivan Möller Charles Luther Ture Person Knut Lindberg                                               | – |
| 1920    | Vereinigte Staaten Charles Paddock Jackson Scholz Loren Murchison Morris Kirksey                                         | Frankreich René Lorain René Tirard René Mourlon Émile Ali-Khan                                              | Schweden Agne Holmström William Petersson Sven Malm Nils Sandström                                             |
| 1924    | Vereinigte Staaten Frank Hussey Louis Clarke Loren Murchison Al LeConey                                                  | Vereinigtes Königreich Harold Abrahams Walter Rangeley Lancelot Royle William Nichol                        | Niederlande Jaap Boot Harry Broos Jan de Vries Rinus van den Berge                                             |
| 1928    | Vereinigte Staaten Frank Wykoff James Quinn Charles Borah Henry Russell                                                  | Deutsches Reich Georg Lammers Richard Corts Hubert Houben Helmut Körnig                                     | Großbritannien Cyril Gill Edward Smouha Walter Rangeley Jack London                                            |
| 1932    | Vereinigte Staaten Bob Kiesel Emmett Toppino Hector Dyer Frank Wykoff                                                    | Deutsches Reich Helmut Körnig Friedrich Hendrix Erich Borchmeyer Arthur Jonath                              | Italien Giuseppe Castelli Ruggero Maregatti Gabriele Salviati Edgardo Toetti                                   |
| 1936    | Vereinigte Staaten Jesse Owens Ralph Metcalfe Foy Draper Frank Wykoff                                                    | Italien Orazio Mariani Gianni Caldana Elio Ragni Tullio Gonnelli                                            | Deutsches Reich Wilhelm Leichum Erich Borchmeyer Erwin Gillmeister Gerd Hornberger                             |
| 1948    | Vereinigte Staaten Barney Ewell Lorenzo Wright Harrison Dillard Mel Patton                                               | Großbritannien Jack Archer John Gregory Alastair McCorquodale Ken Jones                                     | Italien Michele Tito Enrico Perucconi Antonio Siddi Carlo Monti                                                |
| 1952    | Vereinigte Staaten Dean Smith Harrison Dillard Lindy Remigino Andy Stanfield                                             | Sowjetunion Boris Tokarew Lewan Kaljajew Lewan Sanadse Wladimir Sucharew                                    | Ungarn László Zarándi Géza Varasdi György Csányi Béla Goldoványi                                               |
| 1956    | Vereinigte Staaten Thane Baker Leamon King Bobby Morrow Ira Murchison                                                    | Sowjetunion Leonid Bartenjew Boris Tokarew Juri Konowalow Wladimir Sucharew                                 | Deutschland Heinz Fütterer Manfred Germar Lothar Knörzer Leonhard Pohl                                         |
| 1960    | Deutschland Bernd Cullmann Armin Hary Walter Mahlendorf Martin Lauer                                                     | Sowjetunion Ghusman Qossanow Leonid Bartenjew Juri Konowalow Edwin Osolin                                   | Großbritannien Peter Radford David Jones David Segal Nick Whitehead                                            |
| 1964    | Vereinigte Staaten Paul Drayton Gerry Ashworth Richard Stebbins Bob Hayes                                                | Polen Andrzej Zieliński Wiesław Maniak Marian Foik Marian Dudziak                                           | Frankreich Paul Genevay Bernard Laidebeur Claude Piquemal Jocelyn Delecour                                     |
| 1968    | Vereinigte Staaten Charles Greene Mel Pender Ronnie Ray Smith Jim Hines                                                  | Kuba Hermes Ramírez Juan Morales Pablo Montes Enrique Figuerola                                             | Frankreich Gérard Fenouil Jocelyn Delecour Claude Piquemal Roger Bambuck                                       |
| 1972    | Vereinigte Staaten Larry Black Robert Taylor Gerald Tinker Eddie Hart                                                    | Sowjetunion Alexandr Korneljuk Wladimir Lowezki Juris Silovs Walerij Borsow                                 | BR Deutschland Jobst Hirscht Karlheinz Klotz Gerhard Wucherer Klaus Ehl                                        |
| 1976    | Vereinigte Staaten Harvey Glance Johnny Jones Millard Hampton Steve Riddick                                              | DDR Manfred Kokot Jörg Pfeifer Klaus-Dieter Kurrat Alexander Thieme                                         | Sowjetunion Alexandr Aksinin Nikolai Kolesnikow Juris Silovs Walerij Borsow                                    |
| 1980    | Sowjetunion Wladimir Murawjow Nikolai Sidorow Alexandr Aksinin Andrei Prokofjew                                          | Polen Krzysztof Zwoliński Zenon Licznerski Leszek Dunecki Marian Woronin                                    | Frankreich Antoine Richard Pascal Barré Patrick Barré Hermann Panzo                                            |
| 1984    | Vereinigte Staaten Sam Graddy Ron Brown Calvin Smith Carl Lewis                                                          | Jamaika Albert Lawrence Greg Meghoo Donald Quarrie Raymond Stewart                                          | Kanada Ben Johnson Tony Sharpe Desai Williams Sterling Hinds                                                   |
| 1988    | Sowjetunion Wiktor Bryshin Wladimir Krylow Wladimir Murawjow Witali Sawin                                                | Großbritannien Elliot Bunney John Regis Mike McFarlane Linford Christie                                     | Frankreich Bruno Marie-Rose Daniel Sangouma Gilles Quenéhervé Max Morinière                                    |
| 1992    | Vereinigte Staaten Carl Lewis Dennis Mitchell Leroy Burrell Michael Marsh Im Vorlauf: James Jett                         | Nigeria Oluyemi Kayode Chidi Imoh Olapade Adeniken Davidson Ezinwa Im Vorlauf: Osmond Ezinwa                | Kuba Andrés Simón Joel Lamela Joel Isasi Jorge Aguilera                                                        |
| 1996    | Kanada Robert Esmie Glenroy Gilbert Bruny Surin Donovan Bailey Im Vorlauf: Carlton Chambers                              | Vereinigte Staaten Jon Drummond Tim Harden Michael Marsh Dennis Mitchell Im Vorlauf: Tim Montgomery         | Brasilien Arnaldo da Silva Robson da Silva Édson Ribeiro André da Silva                                        |
| 2000    | Vereinigte Staaten Jon Drummond Bernard Williams Brian Lewis Maurice Greene Im Vorlauf: Tim Montgomery, Kenny Brokenburr | Brasilien Vicente de Lima Édson Ribeiro André da Silva Claudinei da Silva Im Vorlauf: Cláudio Roberto Souza | Kuba José Ángel César Luis Alberto Pérez Rionda Iván García Freddy Mayola                                      |
| 2004    | Großbritannien Jason Gardener Darren Campbell Marlon Devonish Mark Lewis-Francis                                         | Vereinigte Staaten Shawn Crawford Justin Gatlin Coby Miller Maurice Greene Im Vorlauf: Darvis Patton        | Nigeria Olusoji Fasuba Uchenna Emedolu Aaron Egbele Deji Aliu                                                  |
| 2008    | Trinidad und Tobago Keston Bledman Marc Burns Emmanuel Callender Richard Thompson Im Vorlauf: Aaron Armstrong            | Japan Naoki Tsukahara Shingo Suetsugu Shinji Takahira Nobuharu Asahara                                      | Brasilien Vicente de Lima Sandro Viana Bruno de Barros José Carlos Moreira                                     |
| 2012    | Jamaika Nesta Carter Michael Frater Yohan Blake Usain Bolt Im Vorlauf: Kemar Bailey-Cole                                 | Trinidad und Tobago Keston Bledman Marc Burns Emmanuel Callender Richard Thompson                           | Frankreich Jimmy Vicaut Christophe Lemaitre Pierre-Alexis Pessonneaux Ronald Pognon                            |
| 2016    | Jamaika Asafa Powell Yohan Blake Nickel Ashmeade Usain Bolt Im Vorlauf: Kemar Bailey-Cole, Jevaughn Minzie               | Japan Ryōta Yamagata Shōta Iizuka Yoshihide Kiryū Asuka Cambridge                                           | Kanada Akeem Haynes Aaron Brown Brendon Rodney Andre De Grasse Im Vorlauf: Bolade Ajomale                      |
| 2020    | Italien Lorenzo Patta Marcell Jacobs Fausto Desalu Filippo Tortu                                                         | Kanada Aaron Brown Jerome Blake Brendon Rodney Andre De Grasse                                              | Volksrepublik China Tang Xingqiang Xie Zhenye Su Bingtian Wu Zhiqiang                                          |
| 2024    | Kanada Aaron Brown Jerome Blake Brendon Rodney Andre De Grasse                                                           | Südafrika Bayanda Walaza Shaun Maswanganyi Bradley Nkoana Akani Simbine                                     | Großbritannien Jeremiah Azu Louie Hinchliffe Nethaneel Mitchell-Blake Zharnel Hughes Im Vorlauf: Richard Kilty |

### 4 × 400 m Staffel
| Olympia | Gold | Silber | Bronze |
| ------- | --- | --- | --- |
| 1912    | Vereinigte Staaten Mel Sheppard Edward Lindberg Ted Meredith Charles Reidpath                                                         | Frankreich Charles Lelong Robert Schurrer Pierre Failliot Charles Poulenard                                               | Großbritannien George Nicol Ernest Henley James Soutter Cyril Seedhouse                                                     |
| 1920    | Großbritannien Cecil Griffiths Robert Lindsay John Ainsworth-Davis Guy Butler                                                         | Südafrikanische Union Henry Dafel Clarence Oldfield Jack Oosterlaak Bevil Rudd                                            | Frankreich Géo André Gaston Féry Maurice Delvart André Devaux                                                               |
| 1924    | Vereinigte Staaten Commodore Cochran William Stephenson Oliver MacDonald Alan Helffrich                                               | Schweden Artur Svensson Erik Byléhn Gustaf Wejnarth Nils Engdahl                                                          | Großbritannien Edward Toms George Renwick Richard Ripley Guy Butler                                                         |
| 1928    | Vereinigte Staaten George Baird Emerson Spencer Fred Alderman Ray Barbuti                                                             | Deutsches Reich Otto Neumann Richard Krebs Harry Werner Storz Hermann Engelhard                                           | Kanada Alex Wilson Phil Edwards Stanley Glover James Ball                                                                   |
| 1932    | Vereinigte Staaten Ivan Fuqua Edgar Ablowich Karl Warner Bill Carr                                                                    | Großbritannien Crew Stoneley Tommy Hampson Lord Burghley Godfrey Rampling                                                 | Kanada Ray Lewis James Ball Phil Edwards Alex Wilson                                                                        |
| 1936    | Großbritannien Freddie Wolff Godfrey Rampling Bill Roberts Godfrey Brown                                                              | Vereinigte Staaten Harold Cagle Robert Young Edward O’Brien Alfred Fitch                                                  | Deutsches Reich Helmut Hamann Friedrich von Stülpnagel Harry Voigt Rudolf Harbig                                            |
| 1948    | Vereinigte Staaten Arthur Harnden Cliff Bourland Roy Cochran Mal Whitfield                                                            | Frankreich Jean Kerebel Francis Schewetta Robert Chef d’Hôtel Jacques Lunis                                               | Schweden Kurt Lundquist Lars-Erik Wolfbrandt Folke Alnevik Rune Larsson                                                     |
| 1952    | Jamaika Arthur Wint Leslie Laing Herb McKenley George Rhoden                                                                          | Vereinigte Staaten Ollie Matson Gene Cole Charles Moore Mal Whitfield                                                     | BR Deutschland Günther Steines Hans Geister Heinz Ulzheimer Karl-Friedrich Haas                                             |
| 1956    | Vereinigte Staaten Charles Jenkins Lou Jones Jesse Mashburn Tom Courtney                                                              | Australien Graham Gipson Leon Gregory David Lean Kevan Gosper                                                             | Großbritannien Peter Higgins Michael Wheeler John Salisbury Derek Johnson                                                   |
| 1960    | Vereinigte Staaten Jack Yerman Earl Young Glenn Davis Otis Davis                                                                      | Deutschland Manfred Kinder Hans-Joachim Reske Johannes Kaiser Carl Kaufmann                                               | Westindische Föderation George Kerr James Wedderburn Keith Gardner Malcolm Spence                                           |
| 1964    | Vereinigte Staaten Ollan Cassell Mike Larrabee Ulis Williams Henry Carr                                                               | Großbritannien Tim Graham Adrian Metcalfe John Cooper Robbie Brightwell                                                   | Trinidad und Tobago Edwin Skinner Kent Bernard Edwin Roberts Wendell Mottley                                                |
| 1968    | Vereinigte Staaten Vince Matthews Ron Freeman Larry James Lee Evans                                                                   | Kenia Daniel Rudisha Munyoro Nyamau Naftali Bon Charles Asati                                                             | BR Deutschland Helmar Müller Manfred Kinder Gerhard Hennige Martin Jellinghaus                                              |
| 1972    | Kenia Charles Asati Munyoro Nyamau Robert Ouko Julius Sang                                                                            | Großbritannien Martin Reynolds Alan Pascoe David Hemery David Jenkins                                                     | Frankreich Gilles Bertould Roger Velasquez Francis Kerbiriou Jacques Carette                                                |
| 1976    | Vereinigte Staaten Herman Frazier Benny Brown Fred Newhouse Maxie Parks                                                               | Polen Ryszard Podlas Jan Werner Zbigniew Jaremski Jerzy Pietrzyk                                                          | BR Deutschland Franz-Peter Hofmeister Lothar Krieg Harald Schmid Bernd Herrmann                                             |
| 1980    | Sowjetunion Remigijus Valiulis Michail Linge Nikolai Tschernezki Wiktor Markin                                                        | DDR Klaus Thiele Andreas Knebel Frank Schaffer Volker Beck                                                                | Italien Stefano Malinverni Mauro Zuliani Roberto Tozzi Pietro Mennea                                                        |
| 1984    | Vereinigte Staaten Sunder Nix Ray Armstead Alonzo Babers Antonio McKay                                                                | Großbritannien Kriss Akabusi Garry Cook Todd Bennett Philip Brown                                                         | Nigeria Sunday Uti Moses Ugbisie Rotimi Peters Innocent Egbunike                                                            |
| 1988    | Vereinigte Staaten Danny Everett Steve Lewis Kevin Robinzine Harry Reynolds                                                           | Jamaika Howard Davis Devon Morris Winthrop Graham Bert Cameron                                                            | BR Deutschland Norbert Dobeleit Edgar Itt Jörg Vaihinger Ralf Lübke                                                         |
| 1992    | Vereinigte Staaten Andrew Valmon Quincy Watts Michael Johnson Steve Lewis Im Vorlauf: Darnell Hall, Charles Jenkins                   | Kuba Lázaro Martínez Héctor Herrera Norberto Téllez Roberto Hernández                                                     | Großbritannien Kriss Akabusi Roger Black David Grindley John Regis Im Vorlauf: Du’aine Ladejo, Mark Richardson              |
| 1996    | Vereinigte Staaten LaMont Smith Alvin Harrison Derek Mills Anthuan Maybank Im Vorlauf: Jason Rouser                                   | Großbritannien Iwan Thomas Jamie Baulch Mark Richardson Roger Black Im Vorlauf: Du’aine Ladejo, Mark Hylton               | Jamaika Michael McDonald Roxbert Martin Gregory Haughton Davian Clarke Im Vorlauf: Dennis Blake, Garth Robinson             |
| 2000    | Nigeria Clement Chukwu Jude Monye Sunday Bada Enefiok Udo-Obong Im Vorlauf: Nduka Awazie, Fidelis Gadzama                             | Jamaika Michael Blackwood Gregory Haughton Christopher Williams Danny McFarlane Im Vorlauf: Sanjay Ayre, Michael McDonald | Bahamas Avard Moncur Troy McIntosh Carl Oliver Chris Brown Im Vorlauf: Timothy Munnings                                     |
| 2004    | Vereinigte Staaten Otis Harris Derrick Brew Jeremy Wariner Darold Williamson Im Vorlauf: Kelly Willie, Andrew Rock                    | Australien John Steffensen Mark Ormrod Patrick Dwyer Clinton Hill                                                         | Nigeria James Godday Musa Audu Saul Weigopwa Enefiok Udo-Obong                                                              |
| 2008    | Vereinigte Staaten LaShawn Merritt Angelo Taylor David Neville Jeremy Wariner Im Vorlauf: Kerron Clement, Reggie Witherspoon          | Bahamas Andretti Bain Michael Mathieu Andrae Williams Chris Brown Im Vorlauf: Avard Moncur, Ramon Miller                  | Russland Maxim Dyldin Wladislaw Frolow Anton Kokorin Denis Alexejew                                                         |
| 2012    | Bahamas Chris Brown Demetrius Pinder Michael Mathieu Ramon Miller                                                                     | Vereinigte Staaten Bryshon Nellum Joshua Mance Tony McQuay Angelo Taylor Im Vorlauf: Manteo Mitchell                      | Trinidad und Tobago Lalonde Gordon Jarrin Solomon Ade Alleyne-Forte Deon Lendore                                            |
| 2016    | Vereinigte Staaten Arman Hall Tony McQuay LaShawn Merritt Gil Roberts Im Vorlauf: Kyle Clemons, David Verburg                         | Jamaika Nathon Allen Fitzroy Dunkley Javon Francis Peter Matthews Im Vorlauf: Rusheen McDonald                            | Bahamas Chris Brown Steven Gardiner Michael Mathieu Alonzo Russell Im Vorlauf: Stephen Newbold                              |
| 2020    | Vereinigte Staaten Michael Cherry Michael Norman Bryce Deadmon Rai Benjamin Im Vorlauf: Trevor Stewart, Randolph Ross, Vernon Norwood | Niederlande Liemarvin Bonevacia Terrence Agard Tony van Diepen Ramsey Angela Im Vorlauf: Jochem Dobber                    | Botswana Isaac Makwala Baboloki Thebe Zibane Ngozi Bayapo Ndori                                                             |
| 2024    | Vereinigte Staaten Vernon Norwood Bryce Deadmon Christopher Bailey Rai Benjamin Im Vorlauf: Quincy Wilson                             | Botswana Letsile Tebogo Collen Kebinatshipi Anthony Pesela Bayapo Ndori                                                   | Großbritannien Lewis Davey Alex Haydock-Wilson Matthew Hudson-Smith Charles Dobson Im Vorlauf: Toby Harries, Samuel Reardon |

### 20 km Gehen
| Olympia | Gold                    | Silber                     | Bronze                  |
| ------- | ----------------------- | -------------------------- | ----------------------- |
| 1956    | Leonid Spirin           | Antanas Mikėnas            | Bruno Junk              |
| 1960    | Wolodymyr Holubnytschyj | Noel Freeman               | Stan Vickers            |
| 1964    | Ken Matthews            | Dieter Lindner             | Wolodymyr Holubnytschyj |
| 1968    | Wolodymyr Holubnytschyj | José Pedraza               | Mykola Smaha            |
| 1972    | Peter Frenkel           | Wolodymyr Holubnytschyj    | Hans-Georg Reimann      |
| 1976    | Daniel Bautista         | Hans-Georg Reimann         | Peter Frenkel           |
| 1980    | Maurizio Damilano       | Pjotr Potschintschuk       | Roland Wieser           |
| 1984    | Ernesto Canto           | Raúl González              | Maurizio Damilano       |
| 1988    | Jozef Pribilinec        | Ronald Weigel              | Maurizio Damilano       |
| 1992    | Daniel Plaza            | Guillaume Leblanc          | Giovanni De Benedictis  |
| 1996    | Jefferson Pérez         | Ilja Markow                | Bernardo Segura         |
| 2000    | Robert Korzeniowski     | Noé Hernández              | Wladimir Andrejew       |
| 2004    | Ivano Brugnetti         | Francisco Javier Fernández | Nathan Deakes           |
| 2008    | Waleri Bortschin        | Jefferson Pérez            | Jared Tallent           |
| 2012    | Chen Ding               | Erick Barrondo             | Wang Zhen               |
| 2016    | Wang Zhen               | Cai Zelin                  | Dane Bird-Smith         |
| 2020    | Massimo Stano           | Kōki Ikeda                 | Toshikazu Yamanishi     |
| 2024    | Brian Pintado           | Caio Bonfim                | Álvaro Martín           |

### Hochsprung
| Olympia | Gold                                 | Silber                            | Bronze                                         |
| ------- | ------------------------------------ | --------------------------------- | ---------------------------------------------- |
| 1896    | Ellery Clark                         | James Connolly Robert Garrett     | –                                              |
| 1900    | Irving Baxter                        | Patrick Leahy                     | Lajos Gönczy                                   |
| 1904    | Samuel Jones                         | Garrett Serviss                   | Paul Weinstein                                 |
| 1906    | Con Leahy                            | Lajos Gönczy                      | Themistoklis Diakidis Herbert Kerrigan         |
| 1908    | Harry Porter                         | Géo André Con Leahy István Somodi | –                                              |
| 1912    | Alma Richards                        | Hans Liesche                      | George Horine                                  |
| 1920    | Richmond Landon                      | Harold Muller                     | Bo Ekelund                                     |
| 1924    | Harold Osborn                        | Leroy Brown                       | Pierre Lewden                                  |
| 1928    | Bob King                             | Benjamin Hedges                   | Claude Ménard                                  |
| 1932    | Duncan McNaughton                    | Bob Van Osdel                     | Simeon Toribio                                 |
| 1936    | Cornelius Johnson                    | Dave Albritton                    | Delos Thurber                                  |
| 1948    | John Winter                          | Bjørn Paulson                     | George Stanich                                 |
| 1952    | Walt Davis                           | Ken Wiesner                       | José Telles da Conceição                       |
| 1956    | Charles Dumas                        | Chilla Porter                     | Igor Kaschkarow                                |
| 1960    | Robert Schawlakadse                  | Waleri Brumel                     | John Thomas                                    |
| 1964    | Waleri Brumel                        | John Thomas                       | John Rambo                                     |
| 1968    | Dick Fosbury                         | Ed Caruthers                      | Walentin Gawrilow                              |
| 1972    | Jüri Tarmak                          | Stefan Junge                      | Dwight Stones                                  |
| 1976    | Jacek Wszoła                         | Greg Joy                          | Dwight Stones                                  |
| 1980    | Gerd Wessig                          | Jacek Wszoła                      | Jörg Freimuth                                  |
| 1984    | Dietmar Mögenburg                    | Patrik Sjöberg                    | Zhu Jianhua                                    |
| 1988    | Hennadij Awdjejenko                  | Hollis Conway                     | Rudolf Powarnizyn Patrik Sjöberg               |
| 1992    | Javier Sotomayor                     | Patrik Sjöberg                    | Hollis Conway Tim Forsyth Artur Partyka        |
| 1996    | Charles Austin                       | Artur Partyka                     | Steve Smith                                    |
| 2000    | Sergei Kljugin                       | Javier Sotomayor                  | Abderrahmane Hammad                            |
| 2004    | Stefan Holm                          | Matt Hemingway                    | Jaroslav Bába                                  |
| 2008    | Andrei Silnow                        | Germaine Mason                    | Jaroslaw Rybakow                               |
| 2012    | vakant                               | Erik Kynard                       | Derek Drouin Mutaz Essa Barshim Robert Grabarz |
| 2016    | Derek Drouin                         | Mutaz Essa Barshim                | Bohdan Bondarenko                              |
| 2020    | Gianmarco Tamberi Mutaz Essa Barshim | –                                 | Maksim Nedassekau                              |
| 2024    | Hamish Kerr                          | Shelby McEwen                     | Mutaz Essa Barshim                             |

### Stabhochsprung
| Olympia | Gold                       | Silber                              | Bronze                                           |
| ------- | -------------------------- | ----------------------------------- | ------------------------------------------------ |
| 1896    | William Hoyt               | Albert Tyler                        | Evangelos Damaskos Ioannis Theodoropoulos        |
| 1900    | Irving Baxter              | Meredith Colket                     | Carl Albert Andersen                             |
| 1904    | Charles Dvorak             | LeRoy Samse                         | Louis Wilkins                                    |
| 1906    | Fernand Gonder             | Bruno Söderström                    | Edward Glover                                    |
| 1908    | Edward Cook Alfred Gilbert | –                                   | Edward Archibald Charles Jacobs Bruno Söderström |
| 1912    | Harry Babcock              | Frank Nelson Marc Wright            | William Halpenny Frank Murphy Bertil Uggla       |
| 1920    | Frank Foss                 | Henry Petersen                      | Edwin Myers                                      |
| 1924    | Lee Barnes                 | Glenn Graham                        | James Brooker                                    |
| 1928    | Sabin Carr                 | William Droegemueller               | Charles McGinnis                                 |
| 1932    | Bill Miller                | Nishida Shūhei                      | George Jefferson                                 |
| 1936    | Earle Meadows              | Nishida Shūhei                      | Ōe Sueo                                          |
| 1948    | Guinn Smith                | Erkki Kataja                        | Bob Richards                                     |
| 1952    | Bob Richards               | Don Laz                             | Ragnar Lundberg                                  |
| 1956    | Bob Richards               | Bob Gutowski                        | Georgios Roumbanis                               |
| 1960    | Don Bragg                  | Ron Morris                          | Eeles Landström                                  |
| 1964    | Fred Hansen                | Wolfgang Reinhardt                  | Klaus Lehnertz                                   |
| 1968    | Bob Seagren                | Claus Schiprowski                   | Wolfgang Nordwig                                 |
| 1972    | Wolfgang Nordwig           | Bob Seagren                         | Jan Johnson                                      |
| 1976    | Tadeusz Ślusarski          | Antti Kalliomäki                    | David Roberts                                    |
| 1980    | Władysław Kozakiewicz      | Tadeusz Ślusarski Konstantin Wolkow | –                                                |
| 1984    | Pierre Quinon              | Mike Tully                          | Earl Bell Thierry Vigneron                       |
| 1988    | Serhij Bubka               | Rodion Gataullin                    | Grigori Jegorow                                  |
| 1992    | Maxim Tarassow             | Igor Trandenkow                     | Javier García                                    |
| 1996    | Jean Galfione              | Igor Trandenkow                     | Andrei Tivontschik                               |
| 2000    | Nick Hysong                | Lawrence Johnson                    | Maxim Tarassow                                   |
| 2004    | Timothy Mack               | Toby Stevenson                      | Giuseppe Gibilisco                               |
| 2008    | Steve Hooker               | Jewgeni Lukjanenko                  | Denys Jurtschenko                                |
| 2012    | Renaud Lavillenie          | Björn Otto                          | Raphael Holzdeppe                                |
| 2016    | Thiago Braz                | Renaud Lavillenie                   | Sam Kendricks                                    |
| 2020    | Armand Duplantis           | Christopher Nilsen                  | Thiago Braz                                      |
| 2024    | Armand Duplantis           | Sam Kendricks                       | Emmanouil Karalis                                |

### Weitsprung
| Olympia | Gold                | Silber                 | Bronze               |
| ------- | ------------------- | ---------------------- | -------------------- |
| 1896    | Ellery Clark        | Robert Garrett         | James Connolly       |
| 1900    | Alvin Kraenzlein    | Meyer Prinstein        | Patrick Leahy        |
| 1904    | Meyer Prinstein     | Daniel Frank           | Robert Stangland     |
| 1906    | Meyer Prinstein     | Peter O’Connor         | Hugo Friend          |
| 1908    | Frank Irons         | Daniel Kelly           | Calvin Bricker       |
| 1912    | Albert Gutterson    | Calvin Bricker         | Georg Åberg          |
| 1920    | William Petersson   | Carl Johnson           | Erik Abrahamsson     |
| 1924    | DeHart Hubbard      | Edward Gourdin         | Sverre Hansen        |
| 1928    | Ed Hamm             | Silvio Cator           | Al Bates             |
| 1932    | Ed Gordon           | Lambert Redd           | Nambu Chūhei         |
| 1936    | Jesse Owens         | Luz Long               | Tajima Naoto         |
| 1948    | Willie Steele       | Theo Bruce             | Herb Douglas         |
| 1952    | Jerome Biffle       | Meredith Gourdine      | Ödön Földessy        |
| 1956    | Greg Bell           | John Bennett           | Jorma Valkama        |
| 1960    | Ralph Boston        | Bo Roberson            | Igor Ter-Owanessjan  |
| 1964    | Lynn Davies         | Ralph Boston           | Igor Ter-Owanessjan  |
| 1968    | Bob Beamon          | Klaus Beer             | Ralph Boston         |
| 1972    | Randy Williams      | Hans Baumgartner       | Arnie Robinson       |
| 1976    | Arnie Robinson      | Randy Williams         | Frank Wartenberg     |
| 1980    | Lutz Dombrowski     | Frank Paschek          | Walerij Pidluschnyj  |
| 1984    | Carl Lewis          | Gary Honey             | Giovanni Evangelisti |
| 1988    | Carl Lewis          | Mike Powell            | Larry Myricks        |
| 1992    | Carl Lewis          | Mike Powell            | Joe Greene           |
| 1996    | Carl Lewis          | James Beckford         | Joe Greene           |
| 2000    | Iván Pedroso        | Jai Taurima            | Roman Schtschurenko  |
| 2004    | Dwight Phillips     | John Moffitt           | Joan Lino Martínez   |
| 2008    | Irving Saladino     | Godfrey Khotso Mokoena | Ibrahim Camejo       |
| 2012    | Greg Rutherford     | Mitchell Watt          | Will Claye           |
| 2016    | Jeff Henderson      | Luvo Manyonga          | Greg Rutherford      |
| 2020    | Miltiadis Tendoglou | Juan Miguel Echevarría | Maykel Massó         |
| 2024    | Miltiadis Tendoglou | Wayne Pinnock          | Mattia Furlani       |

### Dreisprung
| Olympia | Gold             | Silber                | Bronze                  |
| ------- | ---------------- | --------------------- | ----------------------- |
| 1896    | James Connolly   | Alexandros Touferis   | Ioannis Persakis        |
| 1900    | Meyer Prinstein  | James Connolly        | Lewis Sheldon           |
| 1904    | Meyer Prinstein  | Fred Englehardt       | Robert Stangland        |
| 1906    | Peter O’Connor   | Con Leahy             | Thomas Cronan           |
| 1908    | Tim Ahearne      | Garfield MacDonald    | Edvard Larsen           |
| 1912    | Gustaf Lindblom  | Georg Åberg           | Erik Almlöf             |
| 1920    | Vilho Tuulos     | Folke Jansson         | Erik Almlöf             |
| 1924    | Nick Winter      | Luis Brunetto         | Vilho Tuulos            |
| 1928    | Oda Mikio        | Levi Casey            | Vilho Tuulos            |
| 1932    | Nambu Chūhei     | Eric Svensson         | Ōshima Kenkichi         |
| 1936    | Tajima Naoto     | Harada Masao          | Jack Metcalfe           |
| 1948    | Arne Åhman       | George Avery          | Ruhi Sarıalp            |
| 1952    | Adhemar da Silva | Leonid Schtscherbakow | Asnoldo Devonish        |
| 1956    | Adhemar da Silva | Vilhjálmur Einarsson  | Witold Krejer           |
| 1960    | Józef Szmidt     | Wladimir Gorjajew     | Witold Krejer           |
| 1964    | Józef Szmidt     | Oleg Fjodossejew      | Wiktor Krawtschenko     |
| 1968    | Wiktor Sanejew   | Nelson Prudêncio      | Giuseppe Gentile        |
| 1972    | Wiktor Sanejew   | Jörg Drehmel          | Nelson Prudêncio        |
| 1976    | Wiktor Sanejew   | James Butts           | João Carlos de Oliveira |
| 1980    | Jaak Uudmäe      | Wiktor Sanejew        | João Carlos de Oliveira |
| 1984    | Al Joyner        | Mike Conley Sr.       | Keith Connor            |
| 1988    | Christo Markow   | Ihar Lapschyn         | Alexander Kowalenko     |
| 1992    | Mike Conley Sr.  | Charles Simpkins      | Frank Rutherford        |
| 1996    | Kenny Harrison   | Jonathan Edwards      | Yoelbi Quesada          |
| 2000    | Jonathan Edwards | Yoel García           | Denis Kapustin          |
| 2004    | Christian Olsson | Marian Oprea          | Daniil Burkenja         |
| 2008    | Nelson Évora     | Phillips Idowu        | Leevan Sands            |
| 2012    | Christian Taylor | Will Claye            | Fabrizio Donato         |
| 2016    | Christian Taylor | Will Claye            | Dong Bin                |
| 2020    | Pedro Pichardo   | Zhu Yaming            | Hugues Fabrice Zango    |
| 2024    | Jordan Díaz      | Pedro Pichardo        | Andy Díaz               |

### Kugelstoßen
| Olympia | Gold                | Silber                 | Bronze                 |
| ------- | ------------------- | ---------------------- | ---------------------- |
| 1896    | Robert Garrett      | Miltiadis Gouskos      | Giorgos Papasideris    |
| 1900    | Richard Sheldon     | Josiah McCracken       | Robert Garrett         |
| 1904    | Ralph Rose          | Wesley Coe             | Lawrence Feuerbach     |
| 1906    | Martin Sheridan     | Mihály Dávid           | Eric Lemming           |
| 1908    | Ralph Rose          | Denis Horgan           | John Garrels           |
| 1912    | Pat McDonald        | Ralph Rose             | Lawrence Whitney       |
| 1920    | Ville Pörhölä       | Elmer Niklander        | Harry Liversedge       |
| 1924    | Bud Houser          | Glenn Hartranft        | Ralph Hills            |
| 1928    | John Kuck           | Herman Brix            | Emil Hirschfeld        |
| 1932    | Leo Sexton          | Harlow Rothert         | František Douda        |
| 1936    | Hans Woellke        | Sulo Bärlund           | Gerhard Stöck          |
| 1948    | Wilbur Thompson     | Jim Delaney            | Jim Fuchs              |
| 1952    | Parry O’Brien       | Darrow Hooper          | Jim Fuchs              |
| 1956    | Parry O’Brien       | Bill Nieder            | Jiří Skobla            |
| 1960    | Bill Nieder         | Parry O’Brien          | Dallas Long            |
| 1964    | Dallas Long         | Randy Matson           | Vilmos Varjú           |
| 1968    | Randy Matson        | George Woods           | Eduard Guschtschin     |
| 1972    | Władysław Komar     | George Woods           | Hartmut Briesenick     |
| 1976    | Udo Beyer           | Jewgeni Mironow        | Alexander Baryschnikow |
| 1980    | Wolodymyr Kysseljow | Alexander Baryschnikow | Udo Beyer              |
| 1984    | Alessandro Andrei   | Michael Carter         | Dave Laut              |
| 1988    | Ulf Timmermann      | Randy Barnes           | Werner Günthör         |
| 1992    | Mike Stulce         | Jim Doehring           | Wjatscheslaw Lycho     |
| 1996    | Randy Barnes        | John Godina            | Oleksandr Bahatsch     |
| 2000    | Arsi Harju          | Adam Nelson            | John Godina            |
| 2004    | Adam Nelson         | Joachim Olsen          | Manuel Martínez        |
| 2008    | Tomasz Majewski     | Christian Cantwell     | Dylan Armstrong        |
| 2012    | Tomasz Majewski     | David Storl            | Reese Hoffa            |
| 2016    | Ryan Crouser        | Joe Kovacs             | Tomas Walsh            |
| 2020    | Ryan Crouser        | Joe Kovacs             | Tomas Walsh            |
| 2024    | Ryan Crouser        | Joe Kovacs             | Rajindra Campbell      |

### Diskuswurf
| Olympia | Gold                  | Silber                     | Bronze              |
| ------- | --------------------- | -------------------------- | ------------------- |
| 1896    | Robert Garrett        | Panagiotis Paraskevopoulos | Sotirios Versis     |
| 1900    | Rudolf Bauer          | František Janda-Suk        | Richard Sheldon     |
| 1904    | Martin Sheridan       | Ralph Rose                 | Nikolaos Georgandas |
| 1906    | Martin Sheridan       | Nikolaos Georgandas        | Verner Järvinen     |
| 1908    | Martin Sheridan       | Merritt Giffin             | Bill Horr           |
| 1912    | Armas Taipale         | Richard Byrd               | James Duncan        |
| 1920    | Elmer Niklander       | Armas Taipale              | Gus Pope            |
| 1924    | Bud Houser            | Vilho Niittymaa            | Thomas Lieb         |
| 1928    | Bud Houser            | Antero Kivi                | James Corson        |
| 1932    | John Anderson         | Henri LaBorde              | Paul Winter         |
| 1936    | Ken Carpenter         | Gordon Dunn                | Giorgio Oberweger   |
| 1948    | Adolfo Consolini      | Giuseppe Tosi              | Fortune Gordien     |
| 1952    | Sim Iness             | Adolfo Consolini           | James Dillion       |
| 1956    | Al Oerter             | Fortune Gordien            | Des Koch            |
| 1960    | Al Oerter             | Rink Babka                 | Dick Cochran        |
| 1964    | Al Oerter             | Ludvík Daněk               | Dave Weill          |
| 1968    | Al Oerter             | Lothar Milde               | Ludvík Daněk        |
| 1972    | Ludvík Daněk          | Jay Silvester              | Ricky Bruch         |
| 1976    | Mac Wilkins           | Wolfgang Schmidt           | John Powell         |
| 1980    | Wiktor Raschtschupkin | Imrich Bugár               | Luis Delís          |
| 1984    | Rolf Danneberg        | Mac Wilkins                | John Powell         |
| 1988    | Jürgen Schult         | Romas Ubartas              | Rolf Danneberg      |
| 1992    | Romas Ubartas         | Jürgen Schult              | Roberto Moya        |
| 1996    | Lars Riedel           | Uladsimir Dubrouschtschyk  | Wassil Kapzjuch     |
| 2000    | Virgilijus Alekna     | Lars Riedel                | Frantz Kruger       |
| 2004    | Virgilijus Alekna     | Zoltán Kővágó              | Aleksander Tammert  |
| 2008    | Gerd Kanter           | Piotr Małachowski          | Virgilijus Alekna   |
| 2012    | Robert Harting        | Ehsan Hadadi               | Gerd Kanter         |
| 2016    | Christoph Harting     | Piotr Małachowski          | Daniel Jasinski     |
| 2020    | Daniel Ståhl          | Simon Pettersson           | Lukas Weißhaidinger |
| 2024    | Rojé Stona            | Mykolas Alekna             | Matthew Denny       |

### Hammerwurf
| Olympia | Gold                  | Silber              | Bronze                |
| ------- | --------------------- | ------------------- | --------------------- |
| 1900    | John Flanagan         | Truxtun Hare        | Josiah McCracken      |
| 1904    | John Flanagan         | John DeWitt         | Ralph Rose            |
| 1908    | John Flanagan         | Matt McGrath        | Con Walsh             |
| 1912    | Matt McGrath          | Duncan Gillis       | Clarence Childs       |
| 1920    | Pat Ryan              | Carl Johan Lind     | Basil Bennett         |
| 1924    | Fred Tootell          | Matt McGrath        | Malcolm Nokes         |
| 1928    | Pat O’Callaghan       | Ossian Skiöld       | Edmund Black          |
| 1932    | Pat O’Callaghan       | Ville Pörhölä       | Peter Zaremba         |
| 1936    | Karl Hein             | Erwin Blask         | Fred Warngård         |
| 1948    | Imre Németh           | Ivan Gubijan        | Robert Bennett        |
| 1952    | József Csermák        | Karl Storch         | Imre Németh           |
| 1956    | Hal Connolly          | Michail Krywanossau | Anatoli Samozwetow    |
| 1960    | Wassili Rudenkow      | Gyula Zsivótzky     | Tadeusz Rut           |
| 1964    | Ramuald Klim          | Gyula Zsivótzky     | Uwe Beyer             |
| 1968    | Gyula Zsivótzky       | Ramuald Klim        | Lázár Lovász          |
| 1972    | Anatolij Bondartschuk | Jochen Sachse       | Wassili Chmelewski    |
| 1976    | Jurij Sjedych         | Alexei Spiridonow   | Anatolij Bondartschuk |
| 1980    | Jurij Sjedych         | Sergei Litwinow     | Jüri Tamm             |
| 1984    | Juha Tiainen          | Karl-Hans Riehm     | Klaus Ploghaus        |
| 1988    | Sergei Litwinow       | Jurij Sjedych       | Jüri Tamm             |
| 1992    | Andrei Abduwalijew    | Ihar Astapkowitsch  | Igor Nikulin          |
| 1996    | Balázs Kiss           | Lance Deal          | Oleksandr Krykun      |
| 2000    | Szymon Ziółkowski     | Nicola Vizzoni      | Ihar Astapkowitsch    |
| 2004    | Kōji Murofushi        | nicht vergeben      | nicht vergeben        |
| 2008    | Primož Kozmus         | Wadsim Dsewjatouski | Iwan Zichan           |
| 2012    | Krisztián Pars        | Primož Kozmus       | Kōji Murofushi        |
| 2016    | Dilschod Nasarow      | Iwan Zichan         | Wojciech Nowicki      |
| 2020    | Wojciech Nowicki      | Eivind Henriksen    | Paweł Fajdek          |
| 2024    | Ethan Katzberg        | Bence Halász        | Mychajlo Kochan       |

### Speerwurf
| Olympia | Gold                | Silber              | Bronze           |
| ------- | ------------------- | ------------------- | ---------------- |
| 1908    | Eric Lemming        | Arne Halse          | Otto Nilsson     |
| 1912    | Eric Lemming        | Juho Saaristo       | Mór Kóczán       |
| 1920    | Jonni Myyrä         | Urho Peltonen       | Pekka Johansson  |
| 1924    | Jonni Myyrä         | Gunnar Lindström    | Eugene Oberst    |
| 1928    | Erik Lundqvist      | Béla Szepes         | Olav Sunde       |
| 1932    | Matti Järvinen      | Matti Sippala       | Eino Penttilä    |
| 1936    | Gerhard Stöck       | Yrjö Nikkanen       | Kalervo Toivonen |
| 1948    | Tapio Rautavaara    | Steve Seymour       | József Várszegi  |
| 1952    | Cy Young            | Bill Miller         | Toivo Hyytiäinen |
| 1956    | Egil Danielsen      | Janusz Sidło        | Wiktor Zybulenko |
| 1960    | Wiktor Zybulenko    | Walter Krüger       | Gergely Kulcsár  |
| 1964    | Pauli Nevala        | Gergely Kulcsár     | Jānis Lūsis      |
| 1968    | Jānis Lūsis         | Jorma Kinnunen      | Gergely Kulcsár  |
| 1972    | Klaus Wolfermann    | Jānis Lūsis         | Bill Schmidt     |
| 1976    | Miklós Németh       | Hannu Siitonen      | Gheorghe Megelea |
| 1980    | Dainis Kūla         | Alexander Makarow   | Wolfgang Hanisch |
| 1984    | Arto Härkönen       | David Ottley        | Kenth Eldebrink  |
| 1988    | Tapio Korjus        | Jan Železný         | Seppo Räty       |
| 1992    | Jan Železný         | Seppo Räty          | Steve Backley    |
| 1996    | Jan Železný         | Steve Backley       | Seppo Räty       |
| 2000    | Jan Železný         | Steve Backley       | Sergei Makarow   |
| 2004    | Andreas Thorkildsen | Vadims Vasiļevskis  | Sergei Makarow   |
| 2008    | Andreas Thorkildsen | Ainārs Kovals       | Tero Pitkämäki   |
| 2012    | Keshorn Walcott     | Oleksandr Pjatnyzja | Antti Ruuskanen  |
| 2016    | Thomas Röhler       | Julius Yego         | Keshorn Walcott  |
| 2020    | Neeraj Chopra       | Jakub Vadlejch      | Vítězslav Veselý |
| 2024    | Arshad Nadeem       | Neeraj Chopra       | Anderson Peters  |

### Zehnkampf
| Olympia | Gold                       | Silber              | Bronze              |
| ------- | -------------------------- | ------------------- | ------------------- |
| 1912    | Jim Thorpe Hugo Wieslander | Charles Lomberg     | Gösta Holmér        |
| 1920    | Helge Løvland              | Brutus Hamilton     | Bertil Ohlson       |
| 1924    | Harold Osborn              | Emerson Norton      | Aleksander Klumberg |
| 1928    | Paavo Yrjölä               | Akilles Järvinen    | Ken Doherty         |
| 1932    | James Bausch               | Akilles Järvinen    | Wolrad Eberle       |
| 1936    | Glenn Morris               | Bob Clark           | Jack Parker         |
| 1948    | Bob Mathias                | Ignace Heinrich     | Floyd Simmons       |
| 1952    | Bob Mathias                | Milt Campbell       | Floyd Simmons       |
| 1956    | Milt Campbell              | Rafer Johnson       | Wassili Kusnezow    |
| 1960    | Rafer Johnson              | Yang Chuan-kwang    | Wassili Kusnezow    |
| 1964    | Willi Holdorf              | Rein Aun            | Hans-Joachim Walde  |
| 1968    | Bill Toomey                | Hans-Joachim Walde  | Kurt Bendlin        |
| 1972    | Mykola Awilow              | Leonid Lytwynenko   | Ryszard Katus       |
| 1976    | Bruce Jenner               | Guido Kratschmer    | Mykola Awilow       |
| 1980    | Daley Thompson             | Juri Kuzenko        | Sergei Schelanow    |
| 1984    | Daley Thompson             | Jürgen Hingsen      | Siegfried Wentz     |
| 1988    | Christian Schenk           | Torsten Voss        | Dave Steen          |
| 1992    | Robert Změlík              | Antonio Peñalver    | Dave Johnson        |
| 1996    | Dan O’Brien                | Frank Busemann      | Tomáš Dvořák        |
| 2000    | Erki Nool                  | Roman Šebrle        | Chris Huffins       |
| 2004    | Roman Šebrle               | Bryan Clay          | Dmitri Karpow       |
| 2008    | Bryan Clay                 | Andrej Krautschanka | Leonel Suárez       |
| 2012    | Ashton Eaton               | Trey Hardee         | Leonel Suárez       |
| 2016    | Ashton Eaton               | Kevin Mayer         | Damian Warner       |
| 2020    | Damian Warner              | Kevin Mayer         | Ashley Moloney      |
| 2024    | Markus Rooth               | Leo Neugebauer      | Lindon Victor       |

## Nicht mehr ausgetragene Wettbewerbe

### 60 m
| Olympia | Gold             | Silber           | Bronze      |
| ------- | ---------------- | ---------------- | ----------- |
| 1900    | Alvin Kraenzlein | Walter Tewksbury | Stan Rowley |
| 1904    | Archie Hahn      | William Hogenson | Fay Moulton |

### 200 m Hürden
| Olympia | Gold             | Silber           | Bronze           |
| ------- | ---------------- | ---------------- | ---------------- |
| 1900    | Alvin Kraenzlein | Norman Pritchard | Walter Tewksbury |
| 1904    | Harry Hillman    | Frank Castleman  | George Poage     |

### 2500 m Hindernis
| Olympia | Gold         | Silber          | Bronze         |
| ------- | ------------ | --------------- | -------------- |
| 1900    | George Orton | Sidney Robinson | Jean Chastanié |

### 2590 m Hindernis
| Olympia | Gold            | Silber    | Bronze        |
| ------- | --------------- | --------- | ------------- |
| 1904    | James Lightbody | John Daly | Arthur Newton |

### 3200 m Hindernis
| Olympia | Gold           | Silber           | Bronze      |
| ------- | -------------- | ---------------- | ----------- |
| 1908    | Arthur Russell | Archie Robertson | John Eisele |

### 4000 m Hindernis
| Olympia | Gold        | Silber          | Bronze          |
| ------- | ----------- | --------------- | --------------- |
| 1900    | John Rimmer | Charles Bennett | Sidney Robinson |

### Olympische Staffel
| Olympia | Gold                                                                       | Silber                                                               | Bronze                                                  |
| ------- | -------------------------------------------------------------------------- | -------------------------------------------------------------------- | ------------------------------------------------------- |
| 1908    | Vereinigte Staaten William Hamilton Nate Cartmell John Taylor Mel Sheppard | Deutsches Reich Arthur Hoffmann Hans Eicke Otto Trieloff Hanns Braun | Ungarn Pál Simon Frigyes Wiesner József Nagy Ödön Bodor |

### 3000 m Mannschaft
| Olympia | Gold                                                                                  | Silber | Bronze                                                                                            |
| ------- | ------------------------------------------------------------------------------------- | --- | ------------------------------------------------------------------------------------------------- |
| 1912    | Vereinigte Staaten Tell Berna Norman Taber George Bonhag Abel Kiviat Louis Scott      | Schweden Thorild Olsson Ernst Wide Bror Fock Nils Frykberg John Zander                                      | Großbritannien Joe Cottrill George Hutson Cyril Porter Edward Owen William Moore                  |
| 1920    | Vereinigte Staaten Horace Brown Arlie Schardt Ivan Dresser                            | Großbritannien Joe Blewitt Albert Hill William Seagrove                                                     | Schweden Eric Backman Sven Lundgren Edvin Wide                                                    |
| 1924    | Finnland Paavo Nurmi Ville Ritola Elias Katz Sameli Tala Frej Liewendahl Eino Seppälä | Großbritannien Bertram Macdonald Herbert Johnston George Webber Walter Porter Arthur Clark William Seagrove | Vereinigte Staaten Edward Kirby William Cox Willard Tibbetts Leo Larrivee Joie Ray James Connolly |

### 3 Meilen (4828 m) Mannschaft
| Olympia | Gold                                                      | Silber                                                     | Bronze                                                           |
| ------- | --------------------------------------------------------- | ---------------------------------------------------------- | ---------------------------------------------------------------- |
| 1908    | Großbritannien Joe Deakin Archie Robertson William Coales | Vereinigte Staaten John Eisele George Bonhag Herbert Trube | Frankreich Louis Bonniot de Fleurac Joseph Dreher Paul Lizandier |

### 5000 m Mannschaft
| Olympia | Gold                                                                                                  | Silber                                                                                  | Bronze |
| ------- | --- | --------------------------------------------------------------------------------------- | ------ |
| 1900    | Gemischte Mannschaft ( GBR/ AUS) Charles Bennett John Rimmer Sidney Robinson Alfred Tysoe Stan Rowley | Frankreich Henry Deloge Gaston Ragueneau Jean Chastanié Paul Castanet Albert Champoudry | –      |

### 4 Meilen (6437 m) Mannschaft
| Olympia | Gold                                                                                         | Silber                                                                                              | Bronze |
| ------- | -------------------------------------------------------------------------------------------- | --------------------------------------------------------------------------------------------------- | ------ |
| 1904    | Vereinigte Staaten Arthur Newton George Underwood Paul Pilgrim Howard Valentine David Munson | Gemischte Mannschaft ( USA/ FRA) James Lightbody Frank Verner Lacey Hearn Albert Corey Sidney Hatch | –      |

### 5 Meilen (8047 m)
| Olympia | Gold          | Silber        | Bronze        |
| ------- | ------------- | ------------- | ------------- |
| 1906    | Henry Hawtrey | John Svanberg | Edward Dahl   |
| 1908    | Emil Voigt    | Edward Owen   | John Svanberg |

### Crosslauf
| Olympia | Gold               | Silber            | Bronze             |
| ------- | ------------------ | ----------------- | ------------------ |
| 1912    | Hannes Kolehmainen | Hjalmar Andersson | John Eke           |
| 1920    | Paavo Nurmi        | Eric Backman      | Heikki Liimatainen |
| 1924    | Paavo Nurmi        | Ville Ritola      | Earl Johnson       |

### Crosslauf Mannschaft
| Olympia | Gold                                                                                    | Silber                                                                                             | Bronze                                                                                              |
| ------- | --------------------------------------------------------------------------------------- | -------------------------------------------------------------------------------------------------- | --------------------------------------------------------------------------------------------------- |
| 1912    | Schweden Hjalmar Andersson John Eke Josef Ternström                                     | Großfürstentum Finnland Hannes Kolehmainen Jalmari Eskola Albin Stenroos                           | Vereinigtes Königreich Frederick Hibbins Ernest Glover Thomas Humphreys                             |
| 1920    | Finnland Paavo Nurmi Heikki Liimatainen Teodor Koskenniemi                              | Vereinigtes Königreich James Wilson Frank Hegarty Alfred Nichols                                   | Schweden Eric Backman Gustaf Mattsson Hilding Ekman                                                 |
| 1924    | Finnland Paavo Nurmi Ville Ritola Heikki Liimatainen Eero Berg Eino Rastas Väinö Sipilä | Vereinigte Staaten Earl Johnson Arthur Studenroth August Fager James Henigan Verne Booth John Gray | Frankreich Henri Lauvaux Gaston Heuet Maurice Norland Robert Marchal Lucien Dolquès André Lausseigh |

### 1500 m Gehen
| Olympia | Gold          | Silber        | Bronze                  |
| ------- | ------------- | ------------- | ----------------------- |
| 1906    | George Bonhag | Donald Linden | Konstandinos Spetsiotis |

### 3000 m Gehen
| Olympia | Gold             | Silber         | Bronze             |
| ------- | ---------------- | -------------- | ------------------ |
| 1906    | György Sztantics | Hermann Müller | Georgios Saridakis |
| 1920    | Ugo Frigerio     | George Parker  | Richard Remer      |

### 3500 m Gehen
| Olympia | Gold          | Silber      | Bronze     |
| ------- | ------------- | ----------- | ---------- |
| 1908    | George Larner | Ernest Webb | Harry Kerr |

### 10.000 m Gehen
| Olympia | Gold            | Silber            | Bronze            |
| ------- | --------------- | ----------------- | ----------------- |
| 1912    | George Goulding | Ernest Webb       | Fernando Altimani |
| 1920    | Ugo Frigerio    | Joseph Pearman    | Charles Gunn      |
| 1924    | Ugo Frigerio    | Gordon Goodwin    | Cecil McMaster    |
| 1948    | John Mikaelsson | Ingemar Johansson | Fritz Schwab      |
| 1952    | John Mikaelsson | Fritz Schwab      | Bruno Junk        |

### 10 Meilen (16,093 km) Gehen
| Olympia | Gold          | Silber      | Bronze         |
| ------- | ------------- | ----------- | -------------- |
| 1908    | George Larner | Ernest Webb | Edward Spencer |

### 50 km Gehen
| Olympia | Gold                  | Silber                 | Bronze              |
| ------- | --------------------- | ---------------------- | ------------------- |
| 1932    | Tommy Green           | Jānis Daliņš           | Ugo Frigerio        |
| 1936    | Harold Whitlock       | Arthur Tell Schwab     | Adalberts Bubenko   |
| 1948    | John Ljunggren        | Gaston Godel           | Tebbs Lloyd Johnson |
| 1952    | Giuseppe Dordoni      | Josef Doležal          | Antal Róka          |
| 1956    | Norman Read           | Jewgeni Maskinskow     | John Ljunggren      |
| 1960    | Don Thompson          | John Ljunggren         | Abdon Pamich        |
| 1964    | Abdon Pamich          | Paul Nihill            | Ingvar Pettersson   |
| 1968    | Christoph Höhne       | Antal Kiss             | Larry Young         |
| 1972    | Bernd Kannenberg      | Weniamin Soldatenko    | Larry Young         |
| 1980    | Hartwig Gauder        | Jorge Llopart          | Jauhen Iutschanka   |
| 1984    | Raúl González         | Bo Gustafsson          | Sandro Bellucci     |
| 1988    | Wjatscheslaw Iwanenko | Ronald Weigel          | Hartwig Gauder      |
| 1992    | Andrei Perlow         | Carlos Mercenario      | Ronald Weigel       |
| 1996    | Robert Korzeniowski   | Michail Schtschennikow | Valentí Massana     |
| 2000    | Robert Korzeniowski   | Aigars Fadejevs        | Joel Sánchez        |
| 2004    | Robert Korzeniowski   | Denis Nischegorodow    | Alexei Wojewodin    |
| 2008    | Alex Schwazer         | Jared Tallent          | Denis Nischegorodow |
| 2012    | Jared Tallent         | Si Tianfeng            | Robert Heffernan    |
| 2016    | Matej Tóth            | Jared Tallent          | Hirooki Arai        |
| 2020    | Dawid Tomala          | Jonathan Hilbert       | Evan Dunfee         |

### Hochsprung aus dem Stand
| Olympia | Gold        | Silber                                       | Bronze                   |
| ------- | ----------- | -------------------------------------------- | ------------------------ |
| 1900    | Ray Ewry    | Irving Baxter                                | Lewis Sheldon            |
| 1904    | Ray Ewry    | Joseph Stadler                               | Lawson Robertson         |
| 1906    | Ray Ewry    | Léon Dupont Lawson Robertson Martin Sheridan | –                        |
| 1908    | Ray Ewry    | John Biller Konstantinos Tsiklitiras         | –                        |
| 1912    | Platt Adams | Ben Adams                                    | Konstantinos Tsiklitiras |

### Weitsprung aus dem Stand
| Olympia | Gold                     | Silber                   | Bronze            |
| ------- | ------------------------ | ------------------------ | ----------------- |
| 1900    | Ray Ewry                 | Irving Baxter            | Émile Torcheboeuf |
| 1904    | Ray Ewry                 | Charles King             | John Biller       |
| 1906    | Ray Ewry                 | Martin Sheridan          | Lawson Robertson  |
| 1908    | Ray Ewry                 | Konstantinos Tsiklitiras | Martin Sheridan   |
| 1912    | Konstantinos Tsiklitiras | Platt Adams              | Ben Adams         |

### Dreisprung aus dem Stand
| Olympia | Gold     | Silber        | Bronze         |
| ------- | -------- | ------------- | -------------- |
| 1900    | Ray Ewry | Irving Baxter | Robert Garrett |
| 1904    | Ray Ewry | Charles King  | Joseph Stadler |

### Kugelstoßen (beidhändig)
| Olympia | Gold       | Silber       | Bronze          |
| ------- | ---------- | ------------ | --------------- |
| 1912    | Ralph Rose | Pat McDonald | Elmer Niklander |

### Diskuswurf (antiker Stil)
| Olympia | Gold            | Silber              | Bronze          |
| ------- | --------------- | ------------------- | --------------- |
| 1906    | Verner Järvinen | Nikolaos Georgandas | István Mudin    |
| 1908    | Martin Sheridan | Bill Horr           | Verner Järvinen |

### Diskuswurf (beidhändig)
| Olympia | Gold          | Silber          | Bronze         |
| ------- | ------------- | --------------- | -------------- |
| 1912    | Armas Taipale | Elmer Niklander | Emil Magnusson |

### Steinstoßen
| Olympia | Gold                | Silber          | Bronze           |
| ------- | ------------------- | --------------- | ---------------- |
| 1906    | Nikolaos Georgandas | Martin Sheridan | Michalis Dorizas |

### Gewichtweitwurf
| Olympia | Gold               | Silber        | Bronze          |
| ------- | ------------------ | ------------- | --------------- |
| 1904    | Étienne Desmarteau | John Flanagan | James Mitchel   |
| 1920    | Pat McDonald       | Pat Ryan      | Carl Johan Lind |

### Speerwurf (Freistil)
| Olympia | Gold         | Silber           | Bronze           |
| ------- | ------------ | ---------------- | ---------------- |
| 1906    | Eric Lemming | Knut Lindberg    | Bruno Söderström |
| 1908    | Eric Lemming | Michalis Dorizas | Arne Halse       |

### Speerwurf (beidhändig)
| Olympia | Gold          | Silber           | Bronze        |
| ------- | ------------- | ---------------- | ------------- |
| 1912    | Juho Saaristo | Väinö Siikaniemi | Urho Peltonen |

### Dreikampf
Bestehend aus Weitsprung, Kugelstoßen und 100-Yards-Lauf
| Olympia | Gold         | Silber     | Bronze       |
| ------- | ------------ | ---------- | ------------ |
| 1904    | Max Emmerich | John Grieb | William Merz |

### Fünfkampf
- 1906: Standweitsprung, Diskuswurf (antiker Stil), Speerwurf, 192-Meter-Lauf und griechisch-römisches Ringen
- 1912–1924: Weitsprung, Diskuswurf, Speerwurf, 200-Meter-Lauf und 1500-Meter-Lauf

| Olympia | Gold                     | Silber          | Bronze          |
| ------- | ------------------------ | --------------- | --------------- |
| 1906    | Hjalmar Mellander        | István Mudin    | Eric Lemming    |
| 1912    | Jim Thorpe Ferdinand Bie | James Donahue   | Frank Lukeman   |
| 1920    | Eero Lehtonen            | Everett Bradley | Hugo Lahtinen   |
| 1924    | Eero Lehtonen            | Elemér Somfay   | Robert LeGendre |

### Mehrkampf
Bestehend aus 100-Yards-Lauf, Kugelstoßen, Hochsprung, 880-Yards-Gehen, Hammerwurf, Stabhochsprung, 120 Yards Hürden, Gewichtweitwurf, Weitsprung und Meilenlauf.
| Olympia | Gold      | Silber    | Bronze       |
| ------- | --------- | --------- | ------------ |
| 1904    | Tom Kiely | Adam Gunn | Truxtun Hare |

## Hinweise
1. 1 2 3 4 5 6 7 8 9 10 11 12 13 14 15 16 17 18 19 20 21 22 23 24 25 26 27 28 29 30 31 32 33 34 35  Bei den Olympischen Spielen 1896 und 1900 wurden keine Goldmedaillen vergeben. Der Sieger erhielt eine Silber-, der Zweite eine Bronzemedaille, der Dritte ging leer aus. In der nachfolgenden Liste wird dennoch das heute übliche Schema angewandt, damit alle Ergebnisse miteinander vergleichbar sind.
2. 1 2 3 4 5 6 7 8 9 10 11 12 13 14 15 16 17 18 19 20 21  Die Olympischen Zwischenspiele 1906 besitzen keinen offiziellen Status. Die Ergebnisse werden aus diesem Grund in der Liste der erfolgreichsten Teilnehmer und in den Nationenwertung nicht mitberücksichtigt.
3. 1 2 3 4 5 6 7 8 9 10 11 12 13 14 15  Vor 1917 waren Finnland und Russland zwei durch Personalunion miteinander verbundene Länder. Die Finnen stellten zwar eine eigene Mannschaft, verwendeten aber die russische Flagge und Hymne.
4. ↑  Das IOC spricht Théatos Medaille Frankreich zu, obschon Jahrzehnte später bekannt wurde, dass er eigentlich luxemburgischer Nationalität ist.
5. ↑  Corey wird im offiziellen Bericht der Sommerspiele 1904 als „für die Chicago Athletic Association startender Franzose“ bezeichnet, doch das IOC schreibt seine Medaille den Vereinigten Staaten zu.
6. ↑  Aufgrund eines positiven Dopingergebnisses bei Tyson Gay und Nesta Carter wurde der erste Platz der von Jamaika und der zweite Platz der USA gestrichen; das IOC nahm daraufhin eine Neuverteilung der Gold-, Silber- und Bronzemedaillen vor.
7. ↑  Der Russe Iwan Uchow gewann den Wettkampf, wurde aber im Februar 2019 nachträglich des Dopings überführt und für vier Jahre gesperrt. Seine Ergebnisse zwischen dem 16. Juli 2012 und dem 31. Dezember 2015 wurden annulliert.
8. ↑  Der ursprüngliche Drittplatzierte Andrej Michnewitsch wurde 2013 wegen Dopings disqualifiziert; die Bronzemedaille ging an Dylan Armstrong.
9. 1 2  Iwan Zichan wurde wegen Dopings disqualifiziert; das IOC nahm keine Neuverteilung der Silber- und Bronzemedaillen vor.
10. 1 2  Das IOC disqualifizierte Jim Thorpe 1913 wegen Verstosses gegen das Amateurstatut. Dieser Beschluss wurde 1982 rückgängig gemacht, die übrigen Athleten behielten jedoch ihre nachträglich zugesprochenen Medaillen.
11. ↑  Rowley war Australier. Als Angehöriger des Britischen Weltreichs (British Empire) war er jedoch für den britischen Leichtathletikverband Amateur Athletic Association (AAA) startberechtigt. Das Internationale Olympische Komitee (IOC) wertet das Team offiziell als Gemischte Mannschaft und ordnet die Goldmedaille damit nicht dem Vereinigten Königreich zu.
12. ↑  Das Internationale Olympische Komitee (IOC) wertet das Team offiziell als Gemischte Mannschaft, weil Albert Corey Franzose war.
13. ↑  Der Neuseeländer Harry Kerr startete für Australasien, eine gemeinsame Mannschaft Australiens und Neuseelands in den Jahren 1908 und 1912.